# شهرستان تاد (داکوتای جنوبی)
شهرستان تود، داکوتای جنوبی (به انگلیسی: Todd County, South Dakota) یک سکونتگاه مسکونی در ایالات متحده آمریکا است که در داکوتای جنوبی واقع شده‌است.

## خصوصیات
شهرستان تود ۳٬۶۰۲ کیلومترمربع مساحت دارد.